# Meta Quest 3
Meta Quest 3 je headset pro virtuální a smíšenou realitu, vyvinutá společností Reality Labs, která je jednou z divizí Meta Platforms. Headset byl představen 1. června 2023 a vydán 10. října jako nástupce Meta Quest 2.

## Specifikace

### Hardware
Design a tvar Meta Quest 3 vychází z designu Meta Quest 2 v kombinaci s prvky Meta Quest Pro. Využívá dvojici LCD displejů s rozlišením na oko 2064×2208 (nárůst oproti rozlišení 1832×1920 u Questu 2), prohlížených přes čočky podobné jako u Meta Quest Pro, což umožňuje tenčí kryt brýlí. Obličej headsetu zdobí tři „pilulky“ obsahující senzory a kamery; dvě vnější pilulky obsahují monochromatickou kameru používanou pro sledování polohy a barevnou kameru používanou pro průchod smíšenou realitou. Středová pilulka obsahuje hloubkový senzor, který se používá v kombinaci s dalšími senzory ke snímání hranic a zážitků smíšené reality v okolí uživatele.
Brýle Meta Quest 3 využívají Snapdragon XR2 Gen 2, což je čipset vyvíjený společností Qualcomm a založený na jejich čipu Snapdragon 8 Gen 2 pro mobilní telefon SoC, o kterém Meta tvrdila, že má více než dvojnásobnou nezpracovanou grafiku (GPU). výkon Snapdragonu XR2 Gen 1, jenž využíval v brýlích Meta Quest 2 a dalšími podobnými samostatnými náhlavními soupravami.

### Software
Meta Quest 3 jsou zpětně kompatibilní s veškerým softwarem Meta Quest 2. Stávající software může při spuštění na Meta Quest 3 obdržet aktualizace za účelem přidání lepší grafiky (včetně textů s vysokým rozlišením). Kvůli několika omezením je obtížné distribuovat samostatné balíčky zaměřené na Meta Quest 2 a Meta Quest 3 na Quest Store, což může vést k tomu, že software spotřebovává další úložiště na Meta Quest 2 kvůli zahrnutí aktiv specifických pro Quest 3 do jednotného balíčku.
Mark Rabkin, viceprezident divize zaměřující se na virtuální realitu společnosti Meta, během soukromé prezentace zaměstnancům uvedl, že se plánuje vydání asi 41 nových aplikací a her pro Meta Quest, mezi nimi také Assassin's Creed Nexus VR, Asgard's Wrath 2, Ghostbusters: Rise of the Ghost Lord, I Expect You to Die 3, Onward, PowerWash Simulator, Samba de Amigo, Stranger Things VR a Vampire. Během akce Connect společnost Meta oznámila, že aplikace Xbox Cloud Gaming bude k dispozici jako aplikace pro Meta Quest 3 v prosinci 2023.